# Joseph E. Hurd

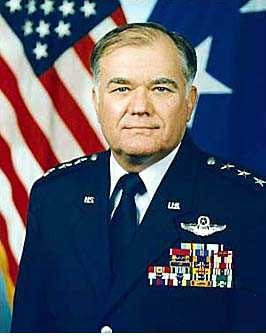
Joseph E. Hurd (1999)

Joseph E. Hurd (* um 1943) ist ein pensionierter Generalleutnant der United States Air Force. Er war unter anderem Kommandeur der 7. Luftflotte.
Über das ROTC-Programm der Memphis State University gelangte er im Jahr 1965 in das Offizierskorps der United States Air Force. Dort durchlief er anschließend alle Offiziersränge vom Leutnant bis zum Drei-Sterne-General.
Im Lauf seiner militärischen Karriere absolvierte er verschiedene Kurse und Schulungen. Dazu gehörten unter anderem eine Ausbildung zum Kampfpiloten und weitere Fortbildungskurse als Pilot neuer Flugzeugtypen; das Air Command and Staff College, das sich auf der Maxwell Air Force Base in Alabama befindet; das Industrial College of the Armed Forces in Fort Lesley J. McNair, Washington, D.C. und der Joint Force Air Component Commander Course, ebenfalls auf der Maxwell AFB. Außerdem erhielt er einen akademischen Grad von der Troy University in Alabama.
In seinen frühen Jahren als Offizier der Luftwaffe war er an verschiedenen Stützpunkten in den Vereinigten Staaten stationiert. Dabei war er als Pilot, Flugausbilder oder Stabsoffizier bei unterschiedlichen Einheiten tätig. Dazwischen absolvierte er die erwähnten Schulungen. Als Stabsoffizier war er unter anderem im Hauptquartier der Air Force tätig. Zwischen April 1969 und März 1970 war er als Kampfpilot mit der 389th Tactical Fighter Squadron im Vietnamkrieg eingesetzt.
Nach seiner Rückkehr in die Vereinigten Staaten setze er dort seine Offizierslaufbahn fort. Im November 1979 wurde er auf die Osan Air Base in Südkorea versetzt, wo er bis August 1981 die 36. Taktische Schwadron (36th Tactical Fighter Squadron) kommandierte. Nach zwischenzeitlich anderen Verwendungen, wozu auch eine Stelle im Generalstab des Hauptquartiers der Air Force gehörte, kehrte er im Juni 1987 als Oberst auf die Osan Air Base in Südkorea zurück. Dort war er bis Juni 1988 stellvertretender Kommandeur des 51. Kampfgeschwaders (51st Tactical Fighter Wing).
Daran schloss sich eine Versetzung zur Kunsan Air Base, ebenfalls in Südkorea, an. Zwischen Juni 1988 und Juli 1989 kommandierte er dort das 8. Taktische Kampfgeschwader (8th Tactical Fighter Wing). Es folgte eine Versetzung zur Misawa Air Base in Japan, wo Joseph Hurd bis zum August 1990 das 432. Taktische Geschwader (432nd Tactical Fighter Wing) kommandierte. Nach dem Ende dieses Auftrags verblieb er in Japan. Auf der dortigen Kadena Air Base hatte er zwischen August 1990 und Oktober 1991 den Oberbefehl über die 313. Luftdivision (313th Air Division). Er blieb auch danach auf der Kadena Air Base und kommandierte dort bis zum August 1992 das 18. Geschwader (18th Wing).
Nach seiner Heimkehr wurde Joseph Hurd Stabsoffizier im Hauptquartier der Air Force (assistant deputy undersecretary of the Air Force). Diese Stelle bekleidete er zwischen August 1992 und Juni 1994. Es folgte eine Versetzung zur MacDill Air Force Base in Florida. Beim dortigen United States Central Command leitete er bis April 1997 dessen Abteilung für Operationen (director of operations, U.S. Central Command).
Danach kehrte er nach Südkorea zurück. Dort erhielt er am 7. April 1997 als Nachfolger von Ronald W. Iverson das Kommando über die 7. Luftflotte. Gleichzeitig war er stellvertretender Kommandeur der United States Forces Korea, der kombinierten südkoreanisch-amerikanischen Streitkräfte, und des United Nations Commands. Diese Aufgaben bekleidete er bis zum 14. September 1999, als er von Charles R. Heflebower abgelöst wurde. Wenig später schied er aus dem aktiven Militärdienst aus.
Während seiner aktiven Zeit als Militärpilot absolvierte er über 3700 Flugstunden auf verschiedenen Flugzeugtypen.

## Daten der Beförderungen
| Abzeichen | Rang               | Jahr              |
| --------- | ------------------ | ----------------- |
|           | Second Lieutenant  | 20. August 1965   |
|           | First Lieutenant   | 27. Mai 1967      |
|           | Captain            | 27. November 1968 |
|           | Major              | 1. März 1975      |
|           | Lieutenant Colonel | 1. November 1979  |
|           | Colonel            | 1. Dezember 1983  |
|           | Brigadier General  | 1. Juli 1990      |
|           | Major General      | 1. Juli 1993      |
|           | Lieutenant General | 7. April 1997     |

## Orden und Auszeichnungen
Joseph Hurd erhielt im Lauf seiner militärischen Laufbahn unter anderem folgende Auszeichnungen:
- Air Force Distinguished Service Medal
- Legion of Merit
- Distinguished Flying Cross
- Air Medal
- Meritorious Service Medal
- Air Force Commendation Medal
- Joint Meritorious Unit Award
- Air Force Outstanding Unit Award
- Armed Forces Expeditionary Medal
- Vietnam Service Medal
- Southwest Asia Service Medal
- Gallantry Cross (Südvietnam)
- Vietnam Campaign Medal (Südvietnam)